# Les tres veles
Les tres veles és una obra de 1903 del pintor valencià Joaquim Sorolla i Bastida pintada a l'oli sobre llenç amb unes dimensions de 96,5 × 138 cm. Des de 2008 es troba en mans d'un col·leccionista anònim.

## Història
Pintat en els inicis de la qual és coneguda com la seva etapa de culminació, Les tres veles se situa a la Platja de la Malva-rosa de València, en l'estiu de 1903, un dels més fructífers del pintor. Així ho sentia ell mateix i ho explicava en una carta al seu amic Pedro Gil Moreno de Mora:
I no caminava desencaminat doncs va ser en aquest estiu que, a més de "Les tres veles", Sorolla va pintar obres tan notables com a "Pescadores valencianes" o "Sol de la tarda".
El quadre es va presentar en l'Exposició Universal de Berlín de 1904 i va ser venut al banquer alemany Max Steinthal per 2.500 Marcs. En el seu despatx va estar durant més de trenta anys fins a l'arribada al poder del Tercer Reich que va intentar confiscar totes les seves possessions, inclòs aquest quadre, a causa de la seva ascendència jueva. Per evitar-ho, Steinhal va nomenar marmessor al seu gendre Friedrich Vollmann, membre no jueu de la família, que ho va portar a Dresden. En possessió de Vollmann va estar fins a 1950 quan les autoritats de la República Democràtica Alemanya van requisar tots els seus béns i ell va haver de fugir a l'Alemanya Occidental.
Res es va tornar a saber de la tela fins que en el 2002 quan, a causa de les inundacions que va sofrir la població de Dresden, es van haver de desallotjar d'urgència els soterranis de l'antiga galeria d'art de la ciutat. Allí van aparèixer diverses caixes amb el nom de Steinhal i en una d'elles el quadre de "Les tres veles". Després de les comprovacions pertinents l'obra va ser retornada als hereus del banquer els qui ho van treure a subhasta en Sotheby's al novembre de 2004 venent-se per 2,4 milions d'Euros.
En 2008 l'obra va tornar a sortir a subhasta a Nova York comprant-la un col·leccionista anònim per 2,9 milions d'Euros.

## Descripció i característiques
El quadre està signat i datat en la cantonada inferior dreta: "J Sorolla i Bastida / 1903 / València".
L'escena és senzilla, emmarcada dins del costumisme, tres dones caminen per la platja, pescadores que amb les seves cistelles buides acudeixen possiblement a la trobada de les tres embarcacions de veles triangulars que gairebé omplen l'horitzó i que tornen de pescar. L'estampa és espontània, com si es tractés d'una fotografia, una instantània que sembla sorprendre a una de les dones mirant per casualitat cap a la càmera. No obstant això, en aquesta simple escena, Sorolla aconsegueix homenatjar i enaltir el dur treball de les dones d'aquella època, una de les quals porta una criatura en braços, retratant en la mateixa escena a diverses generacions de pescadores.
La composició és harmoniosa, equilibrada amb una llum esplèndida que Sorolla maneja magistralment en els reflexos de l'aigua, el blanc de les ones o els colors dels vestits a força de pinzellades àgils i empastades.